# Have Dreams, Will Travel
Have Dreams, Will Travel és una pel·lícula estatunidenca dirigida per Brad Isaacs orientada a la dècada del 1960.
Va ser presentada al Festival de Roma el novembre de 2007, però es va estrenar comercialment l'any següent.

## Argument
És la història d'un noi de tretze anys abandonat pels seus pares, la seva vida és doncs avorrida fins al dia en què es produeix un accident de cotxe al davant a casa seva; en aquest cotxe hi havia dos pares que són morts i Cassie que ha sobreviscut. Cassie és llavors cuidada i és allotjada amb els pares de Ben.
Ben i Cassie fan amistat ràpidament i decideixen finalment marxar a Baltimore amb l'oncle i la tia de Cassie.
En ruta descobreixen nombroses persones i el seu trajecte és trastornat per alguns esdeveniments; els dos nens organitzen fins i tot un petit matrimoni; arriben finalment a la destinació, ells se senten bé a la seva nova llar però alguna cosa turmenta Cassie tot aquell temps: veu sense parar el vespre de la mort d'aquests pares i la pobra és turmentada, els símptomes no fan més que empitjorar i Cassie és finalment portada a un hospital psiquiàtric.
Ben no deixarà molt de temps abans de permetre-li escapar-se i segueixen finalment el seu camí i formen una parella; Cinc anys més tard, Ben ha complert el seu somni: s'ha fet un gran jugador de beisbol.

## Repartiment
- Cayden Boyd: Ben Reynolds
- Lara Flynn Boyle: mare d'en Ben
- Matthew Modine: pare d'en Ben
- Noah Grabowski: Ben
- Candace Campfield: comptable
- AnnaSophia Robb: Cassie Kennington
- Val Kilmer: Henderson
- Heather Graham: tieta
- Dylan McDermott: tiet